# Aliaksandr Linnik
Pour les articles homonymes, voir Linnik.
Aliaksandr Linnik (né le 28 janvier 1991) est un athlète biélorusse spécialiste du sprint. 

## Carrière
Sur 110 m haies, son meilleur temps est de 13 s 53 obtenu à Hrodna le 25 juillet 2013.
Le 6 juin 2015, il porte son record sur 400 m à 45 s 95 à Marseille. Le 20 juin, il bat le record national en 45 s 43 pour terminer sur le podium des Championnats d'Europe par équipes à Tcheboksary.

## Palmarès

### Championnats du monde junior d'athlétisme
- Championnats du monde junior d'athlétisme 2010 à Moncton,  Canada
  -  Médaille d'argent sur 200 m

### Championnats d'Europe junior d'athlétisme
- Championnats d'Europe junior d'athlétisme 2009 à Novi Sad,  Serbie
  -  Médaille de bronze sur 110 mètres haies